# El Tortuguero

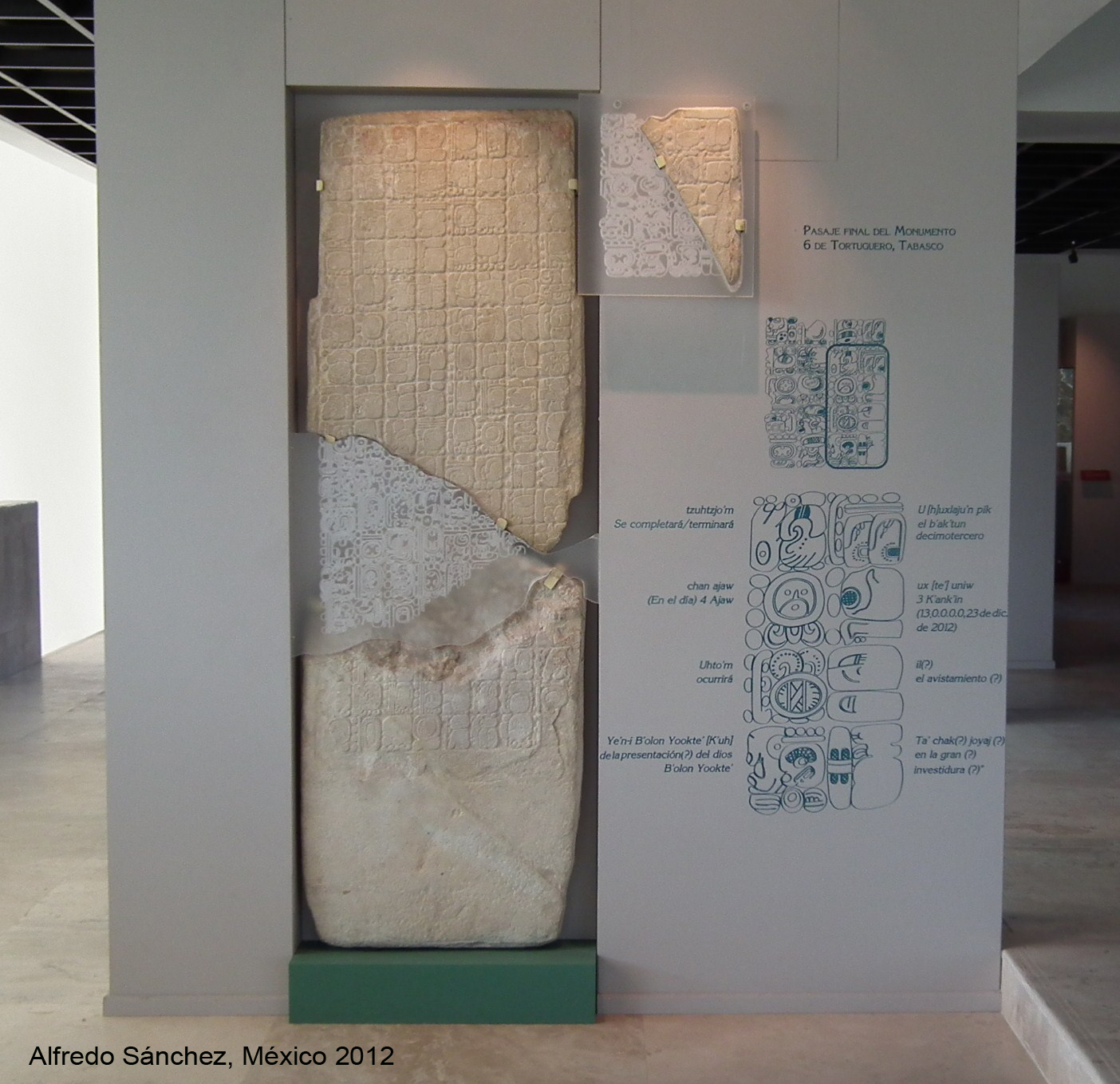
Inschriftenmonument 6 von Tortuguero, Museo Carlos Pellicer Camára

El Tortuguero (häufig auch nur Tortuguero genannt) ist eine archäologische Maya-Fundstätte aus der spätklassischen Periode im mexikanischen Bundesstaat Tabasco. Die Fundstätte wurde in den 1920er Jahren von Archäologen beschrieben, fiel danach jedoch Plünderern und der Einrichtung eines Kalksteinbruches für eine nahe gelegene Zementfabrik zum Opfer, sodass sie heute überwiegend zerstört ist.
Das Monument 6 von Tortuguero, das sich heute im Museo Carlos Pellicer Camára in Villahermosa, Tabasco befindet, wurde zum Ausgangspunkt für Spekulationen über einen möglichen Weltuntergang am 21. Dezember 2012 (vgl. Maya-Kalender).